# Елизаветино (Самойловский район)
Елизаве́тино — деревня в Самойловском районе Саратовской области России. Входит в состав Благовещенского муниципального образования. Основана в 1812 году.

## География
Деревня находится в юго-западной части Саратовского Правобережья, в пределах Окско-Донской равнины, в степной зоне, к югу от реки Таловка, на расстоянии примерно 22 км (по прямой) к северо-востоку от посёлка городского типа Самойловка, административного центра района. Абсолютная высота — 167 м над уровнем моря.
Климат
Климат характеризуется как умеренно континентальный с холодной малоснежной зимой и сухим жарким летом. Среднегодовая температура воздуха — 4,7 — 4,9 °C. Средняя многолетняя температура самого холодного месяца (января) составляет −11 — −11,1 °С (абсолютный минимум — −43 °С), температура самого тёплого (июля) — 20,7 — 20,8 °С (абсолютный максимум — 42 °С). Среднегодовое количество атмосферных осадков — 385—476 мм, из которых большая часть (250—310 мм) выпадает в период с апреля по октябрь. Снежный покров держится в среднем 120—127 дней в году.
Часовой пояс
Деревня Елизаветино, как и вся Саратовская область, находится в часовой зоне МСК+1. Смещение применяемого времени относительно UTC составляет +4:00.

## Население
| 2002 | 2010 |
| ---- | ---- |
| 213  | ↘193 |

Половой состав
По данным Всероссийской переписи населения 2010 года, в половой структуре населения мужчины составляли 47,7 %, женщины — соответственно 52,3 %.
Национальный состав
Согласно результатам переписи 2002 года, в национальной структуре населения русские составляли 87 % из 213 чел.